# Andrea Mabellini
Andrea Mabellini (10 agosto 1999) è un pilota di rally italiano.

## Carriera
Mabellini entra nel mondo dello sport a otto anni praticando tennis a livello agonistico. Inizia a cimentarsi gli sport motoristici attraverso un simulatore realizzato su misura da suo padre. Nel 2015 gareggia nelle selezioni dell'Rally Italia Talent, evento che lo vede primeggiare nel 2017. Nel biennio 2020-2021 prende parte al Rally di Monza.

## Vittorie nei rally

### Vittorie nell'ERC
| # | Anno | Evento           | Co-pilota      | Auto                  | Squadra        |
| - | ---- | ---------------- | -------------- | --------------------- | -------------- |
| 1 | 2024 | Rally di Silesia | Virginia Lenzi | Škoda Fabia RS Rally2 | Team MRF Tyres |

### Vittorie in altri Rally
| # | Stagione | Campionato                    | Evento                 | Co-pilota      | Auto                   |
| - | -------- | ----------------------------- | ---------------------- | -------------- | ---------------------- |
| 1 | 2021     | Campionato italiano nazionale | Rally Prealpi Orobiche | Virginia Lenzi | Škoda Fabia Rally2 evo |
| 2 | 2022     | Campionato italiano nazionale | Rally Valle Imagna     | Virginia Lenzi | Škoda Fabia Rally2 evo |
| 3 | 2023     | Campionato italiano asfalto   | Rally Piancavallo      | Virginia Lenzi | Škoda Fabia Rally2 evo |
| 4 | 2023     | Nazionale Zona 6              | Rally Città di Pistoia | Virginia Lenzi | Citroën C3 Rally2      |
| 5 | 2023     | Campionato italiano terra     | Rally di Monza         | Virginia Lenzi | Škoda Fabia RS Rally2  |
| 6 | 2024     | Campionato italiano nazionale | Rally del Sebino       | Virginia Lenzi | Škoda Fabia RS Rally2  |

## Risultati

### WRC
| 2020 | Scuderia | Vettura              |  |  |  |  |  |  |    |  |  |  |  |  |  |  |  |  | Punti | Pos. |
| ---- | -------- | -------------------- |  |  |  |  |  |  | -- |  |  |  |  |  |  |  |  |  | ----- | ---- |
| 2020 |          | Abarth 124 Rally RGT |  |  |  |  |  |  | 38 |  |  |  |  |  |  |  |  |  | 0     |      |

| 2021 | Scuderia | Vettura             |  |  |  |  |  |  |  |  |  |  |  |    |  |  |  |  | Punti | Pos. |
| ---- | -------- | ------------------- |  |  |  |  |  |  |  |  |  |  |  | -- |  |  |  |  | ----- | ---- |
| 2021 |          | Renault Clio Rally4 |  |  |  |  |  |  |  |  |  |  |  | 36 |  |  |  |  | 0     |      |

| Legenda | 1º posto | 2º posto | 3º posto | A punti | Senza punti | Ritirato | Squalificato | NP=Non partito C=Gara cancellata | Apice=Power stage |

### ERC
| Anno | Scuderia                               | Vettura                | 1       | 2       | 3       | 4       | 5      | 6      | 7      | 8     | Pos. | Punti |
| ---- | -------------------------------------- | ---------------------- | ------- | ------- | ------- | ------- | ------ | ------ | ------ | ----- | ---- | ----- |
| 2020 | Napoca Rally Academy Napoca Rally Team | Abarth 124 Rally RGT   | ROM 24  | LIE Rit | FAF 21  | UNG 27  | ISO 29 |        |        |       |      | 0     |
| 2021 | Northon Racing                         | Renault Clio Rally5    | POL 47  | LIE 37  | ROM 42  | BAR 24  | AZZ    | SER    | UNG 28 | ISO   |      | 0     |
| 2022 | Toksport WRT                           | Renault Clio Rally4    | SER 20  | AZZ 22  | ISO 17  | POL Rit | LIE 25 | ROM 19 | BAR 12 | CAT 9 | 36°  | 13    |
| 2023 | MRF Tyres Dealer Team                  | Škoda Fabia Rally2 evo | SER Rit | ISO 131 | POL Rit | LIE 13  | SCA 9  | ROM 10 | BAR    | UNG   | 16°  | 32    |
| 2024 | Team MRF Tyres                         | Škoda Fabia RS Rally2  | UNG 74  | ISO 17  | SCA 9   | EST 8   | ROM 9  | BAR 16 | CER 23 | SIL 1 | 4°   | 101   |
| 2025 |                                        | Škoda Fabia RS Rally2  | SIE 41  | UNG Rit | SCA 42  | POL 84  | ROM    | BAR    | CER    | CRO   |      | 60    |